# 710 TCN
710 TCN là một năm trong lịch La Mã.